# Samuel Constant de Rebecque

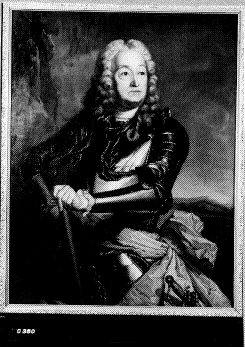
Samuel Constant de Rebecque (1676–1756)

Samuel Constant de Rebecque (* 26. November 1676 in Lausanne; † 6. Januar 1756 ebenda) war ein holländischer Generalleutnant und zuletzt Gouverneur von ’s-Hertogenbosch sowie Herr von Hermenches und Villars-Mendraz.

## Herkunft
Die Familie Constant de Rebecque war nach Aufhebung des Edikts von Nantes aus Frankreich in die Schweiz geflohen. Die Eltern des späteren Generals waren der Rektor des Collège David Constant de Rebecque (1638–1733) und dessen Ehefrau Marie Colladon.

## Leben

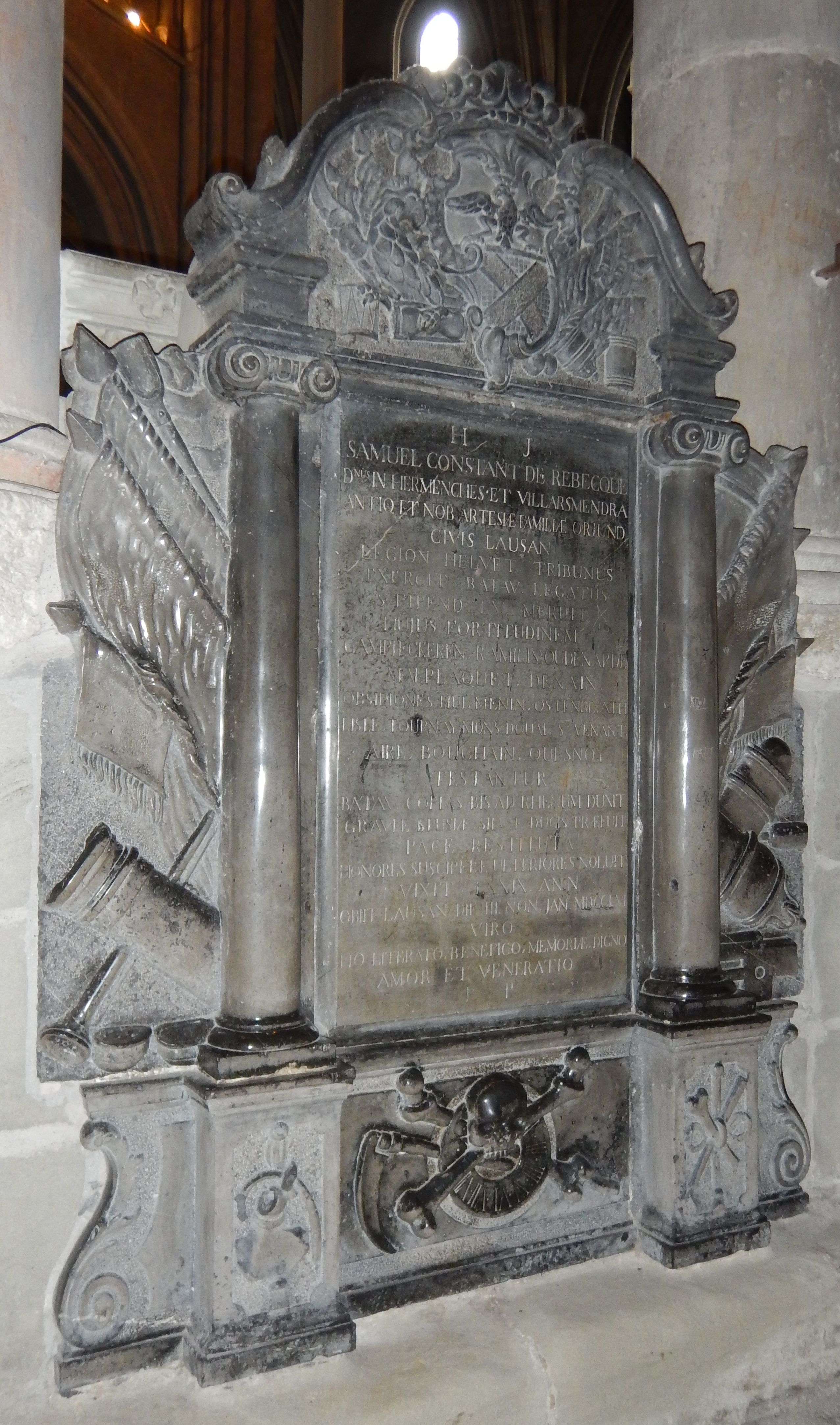
Epitaph in der Kathedrale von Lausanne

Constant studierte zunächst Theologie in Lausanne, dann 1692 in Zürich und 1695 in Genf. Er entschied sich aber für den Militärdienst und trat 1699 in niederländische Dienste. In den Niederlanden tobte der Spanische Erbfolgekrieg, er kam in das Schweizerregiment Lochmann. 1700 wurde er Kadett, 1702 Kapitän-Leutnant und 1703 wurde er Kommandeur einer Kompanie Grenadiere. Während der Schlacht bei Ramillies 1706 rettete er dem Oberkommandierenden Herzog von Marlborough das Leben. Danach wurde er 1708 Adjutant des Herzogs von Albermarle, kämpfte bei Lille und Oudenaarde, 1709 bei Tournai und Mons, 1710 bei Malplaquet. Im Jahr 1712 wurde er zum Major befördert und in das Regiment Vinzenz Stürler versetzt. 1716 kam er in das Regiment Chambrier, wo er 1725 Oberstleutnant wurde. Im Jahr 1727, als er zum Oberst und Kommandeur des Regiments Muralt beförderte, 1742 wurde er Generalmajor und 1747 Generalleutnant. Nach seinem Tod 1756 ging das Regiment an Karl Anton Stürler über.
Er war 1746 Gouverneur von Sluis und kam 1748 in gleicher Position nach ’s-Hertogenbosch.
Constant kaufe 1725 in der Schweiz die Herrschaft Hermenches und den Titel de Rebecque, 1753 kaufte er auch Villars-Mendraz.
Er wurde in der Kathedrale von Lausanne beigesetzt, wo sein Epitaph noch (Stand 6/2023) existiert.

## Familie
Constant heiratete 1721 Rose-Susanne de Saussure (1698–1782), eine Tochter des Jean-Louis de Saussure, Freiherr von Bercher und Bavois. Das Paar hatte mehrere Kinder:
- David-Louis (* 17. November 1722; † 25. Februar 1785), Schriftsteller, Marechal de Camp

⚭ Louise-Anna-Jeanne-Françoise de Seigneux (1715–1772)
⚭ Catherine-Marie-Philippine Taisne de Remonval (1743–1779)
- Philippe Germain (1724–1756), Oberst
- Louis Arnold Juste (1726–1812), holländischer Generalmajor ⚭ Henriette von Chandieu (1742–1767), Eltern von Benjamin Constant[3]
- Samuel François (1729–1800), Major ⚭ L. C. de Galatin, Eltern von Jean Victor de Constant Rebecque
- Angelique († 1781 ?) ⚭ 1747 Philipp II. François Fréderic de Gentils Marquis de Langalerie (* 6. August 1711; † 27. Oktober 1773), Oberst[4]